# Tåsinge
Tåsinge est une île du Danemark. Elle fait partie de l'archipel sud-fionien. D'une superficie de 70 km², elle avait, en 2010, une population de 6 187 habitants (Tøsinger en danois).

## Géographie
Au Nord, Tåsinge est reliée à l'île de Fionie, par le pont du détroit de Svendborg (Svendborgsundbro. Au Sud, un autre pont autoroutier, le Langelandsbro) permet de rallier Rudkøbing, la principale localité de l'île de Langeland, en passant par celle de Siø. Les principales localités de Tåsinge sont Vindeby, qui est pratiquement un faubourg de Svendborg, et le petit port de Troense. La majeure partie des terres de l'île sont exploitées pour l'agriculture mais on y trouve également des bois et des espaces de lande, qui abritent une flore et une faune diversifiées.

## Démographie
- Évolution de la population depuis le début du XXe siècle

Source: Office statistique danois

## Histoire
C'est sur Tåsinge que s'élève le château de Valdemar (Valdemars Slot), édifié entre 1639 et 1644 par le roi Christian IV de Danemark comme demeure de son fils Valdemar Christian (1622-1656). Après la disparition prématurée du prince, l'édifice (et, progressivement, 90 % de l'île) fut octroyé à Niels Juel pour le récompenser des services rendus à la tête de la marine de guerre du royaume. Jusque dans la première partie du XXe siècle, le château et ses terres restèrent aux mains de ses descendants, constituant un majorat dénommé Stamhuset Taasinge et transmis au sein de la famille Juel, par succession linéaire, agnatique et cognatique, jusqu'à la loi sur la dissolution des fiefs.

## Autres sites et monuments
Sur le site de l'église de Bregninge, situé à 74 m au-dessus du niveau de la mer, il est possible, par beau temps, d'embrasser un vaste panorama, qui va de l'île d'Als à l'ouest à l'archipel sud-fionien au sud, en passant par la Fionie méridionale, au nord, et l'île de Seeland à l'est.
Près du château, sur la route qui relie Bregninge à Landet, s'élève le « chêne d'Ambrosius » (Ambrosius-egen, qui a plus de quatre siècles et doit son nom au poète Ambrosius Stub, qui séjourna chez les Juel de 1741 à 1752[réf. souhaitée].
Dans le cimetière de Landet reposent la funambule Elvira Madigan et son amant, le lieutenant suédois Sixten Sparre qui, à court de ressources et privés de toute perspective au terme de leur échappée amoureuse, se donnèrent la mort le 20 juillet 1889, dans un bois bordant la côte orientale de Tåsinge, le Nørreskov.